# 30000 (număr)
30000 (treizeci de mii) este numărul natural care urmează după 29999 și precede pe 30001 într-un șir crescător de numere naturale.

## În matematică
30000:
- Este un număr par.[1][2]
- Este un număr compus.[3]
- Este un număr abundent.[4][5]
- Este un număr odios.[6][7]
- Este un număr rotund.[8][9]
- Este numărul de mutări posibile ale turnului pe o tablă de șah de 25 × 25.[10]

## În știință

### În astronomie
- 30000 este un asteroid din centura principală.